# کمیسیون امنیت ملی و سیاست خارجی مجلس شورای اسلامی

کمیسیون امنیت ملی و سیاست خارجی یکی از کمیسیون‌های تخصصی مجلس شورای اسلامی است.

## پیشینه
از زمان تصویب قانون آیین‌نامه داخلی مجلس در دوره نخست تا دوره پنجم، تغییر عمده در ساختار کمیسیون‌ها به وجود نیامده بود. کمیسیون شوراها و امور داخلی کشور تا پایان مجلس پنجم فعال و دایر بود. این کمیسیون برای انجام وظایف محوله در محدودهٔ سیاست داخلی، شوراها، امور غیر عمرانی شهرداری‌های و ثبت احوال فعال داشت. این در حالی بود که کمیسیون سیاست خارجی نیز در محدودهٔ سیاست خارجی فعال بود. در اواسط مجلس پنجم، راهبرد تدوین آیین‌نامه داخلی جدید به سمت فشرده‌سازی حوزه‌های تخصصی کمیسیون‌ها، کاهش تعداد آنها و ادغام کمیسیون‌های غیرضروری در کمیسیون مرتبط بود. با تغییراتی که در آیین‌نامه داخلی مجلس در ترکیب و حوزه‌های تخصصی کمیسیون‌ها اعمال شد، «کمیسیون شوراها و امور داخلی کشور» و «کمیسیون سیاست خارجی» در همدیگر ادغام و کمیسیون جدیدی به نام «کمیسیون امنیت ملی و سیاست خارجی» تشکیل شد اما از آغاز سال دوم دوره هشتم، «کمیسیون شوراها و امور داخلی» از کمیسیون امنیت ملی و سیاست خارجی منفک شد و بار دیگر فعالیت مستقل را آغاز نمود.

## ساختار
این کمیسیون برای انجام وظایف محوله در محدودهٔ سیاست و روابط خارجی، دفاع، اطلاعات و امنیت تشکیل می‌شود. «کمیته امنیت داخلی»، «کمیته حقوق بشر»، «کمیته دفاعی»، «کمیته روابط خارجی» و «کمیته هسته‌ای» پنج کمیته‌ای هستند که در زیرمجموعهٔ این کمیسیون، به صورت تخصصی به بررسی مسائل مربوط به حوزه اختیارات کمیسیون امنیت ملی و سیاست خارجی می‌پردازند. بر اساس قانون آیین‌نامه داخلی مجلس شورای اسلامی، کمیسیون امنیت ملی نیز همچون سایر کمیسیون‌ها باید با حضور حداقل ۱۹ و حداکثر ۲۳ نماینده تشکیل شود اما در برخی دوره‌های مجلس، این کمیسیون با حضور بیش از ۲۳ نماینده به فعالیت پرداخت. انتخاب رئیس کمیسیون، نواب رئیس، دبیران اول و دوم و همچنین سخنگوی کمیسیون هر سال با رأی اعضای کمیسیون امنیت ملی انجام می‌شود.

## وظایف و اختیارات
برگزاری جلسات مشترک علنی و محرمانه کمیسیون با مقام‌های عالی‌رتبه وزارت امور خارجه یا دستگاه‌های مسئول در عرصه سیاست خارجی ایران، یکی از ابزارهای دیپلماتیک نمایندگان برای تأثیرگذاری غیرمستقیم بر سیاست خارجی کشور است.
یکی از وظایف مهم این کمیسیون در طول دوران عملکرد خود، حل مسئله گروگان‌گیری در سفارت ایالات متحده آمریکا در اجلاسیهٔ نخست دوره نخست مجلس بود.

## انتقادها
فقدان تعامل پایدار کمیسیون امنیت ملی مجلس با نخبگان سیاسی، نظامی، اقتصادی و فکری، یکی از عوامل غفلت از دیپلماسی عمومی در روابط پارلمانی ایران است. بر اساس نظریهٔ تکثرگرایی سیاسی، بازیگران عرصهٔ سیاست بین‌الملل، متعدد و متکثر هستند که علاوه بر دولت‌ها، شامل بازیگران غیردولتی نیز می‌شود و این امر، ضرورت توجه به دیپلماسی عمومی و مدیریت افکار عمومی را برای سیاست‌گذاران افزایش می‌دهد. کمرنگ بودن نقش این کمیسیون در فعالیت‌های دیپلماتیک مجلس شورای اسلامی باعث شده تا راهکارهایی نظیر اصلاح قانون آیین‌نامه داخلی مجلس به منظور حضور نمایندگان باتجربه و متخصص در ترکیب کمیسیون مطرح گردد.

## اعضا
اعضای کمیسیون امنیت ملی و سیاست خارجی مجلس شورای اسلامی در سال اول مجلس دوازدهم:
| ردیف | نام و نام خانوادگی     | حوزه انتخابیه                           | سمت          |
| ---- | ---------------------- | --------------------------------------- | ------------ |
| ۱    | ابراهیم عزیزی          | شیراز                                   | رئیس         |
| ۲    | عباس مقتدایی خوراسگانی | اصفهان                                  | نایب‌رئیس اول |
| ۳    | سید محمود نبویان       | تهران، ری، شمیرانات، اسلامشهر و پردیس   | نایب‌رئیس دوم |
| ۴    | بهنام سعیدی            | جیرفت و عنبرآباد                        | دبیر اول     |
| ۵    | یعقوب رضازاده          | سلماس                                   | دبیر دوم     |
| ۶    | ابراهیم رضایی          | دشتستان                                 | سخنگو        |
| ۷    | امیر حیات‌مقدم          | بندرماهشهر، امیدیه، هندیجان و بخش جولکی | عضو          |
| ۸    | سارا فلاحی             |                                         | عضو          |
| ۹    | روح‌الله نجابت          |                                         | عضو          |
| ۱۰   | احمد بخشایش اردستانی   |                                         | عضو          |
| ۱۱   | محمداسماعیل کوثری      | تهران، ری، شمیرانات، اسلامشهر و پردیس   | عضو          |
| ۱۲   | وحيد احمدی             |                                         | عضو          |
| ۱۳   | احمد عجم               |                                         | عضو          |
| ۱۴   | ابوالفضل ظهره‌وند       | تهران، ری، شمیرانات، اسلامشهر و پردیس   | عضو          |
| ۱۵   | سالار ولایتمدار        | قزوین، آبیک و البرز                     | عضو          |
| ۱۶   | محمدمهدی شهریاری       |                                         | عضو          |
| ۱۷   | علاءالدین بروجردی      |                                         | عضو          |
| ۱۸   | محمدرضا محسنی ثانی     |                                         | عضو          |
| ۱۹   | مجتبی زارعی            | تهران، ری، شمیرانات، اسلامشهر و پردیس   | عضو          |
| ۲۰   | حسن قشقاوی             |                                         | عضو          |
| ۲۱   | علی خضریان             | تهران، ری، شمیرانات، اسلامشهر و پردیس   | عضو          |
| ۲۲   | عباس گلرو              | سمنان، مهدیشهر و سرخه                   | عضو          |
| ۲۳   | فداحسین مالکی          | زاهدان                                  | عضو          |

## کمیته‌ها
| کمیته       | رئیس                    | رئیس             | رئیس               | رئیس         |
| کمیته       | نام                     | فراکسیون         | اجلاسیه            | تاریخ انتخاب |
| ----------- | ----------------------- | ---------------- | ------------------ | ------------ |
| امنیت داخلی | ابراهیم عزیزی           | انقلاب اسلامی    | دورهٔ ۱۱، اجلاسیهٔ ۱ | ۱۷ تیر ۱۳۹۹  |
| حقوق بشر    | زهره الهیان             | انقلاب اسلامی    | دورهٔ ۱۱، اجلاسیهٔ ۱ | ۱۷ تیر ۱۳۹۹  |
| دفاعی       | سید علی آقازاده دافساری | انقلاب اسلامی    | دورهٔ ۱۱، اجلاسیهٔ ۱ | ۱۷ تیر ۱۳۹۹  |
| روابط خارجی | عباس گلرو               | انقلاب اسلامی    | دورهٔ ۱۱، اجلاسیهٔ ۱ | ۱۷ تیر ۱۳۹۹  |
| هسته‌ای      | سارا فلاحی              | فراکسیون مستقلین | دورهٔ ۱۰، اجلاسیهٔ ۴ | ۳ تیر ۱۳۹۸   |

## فهرست رؤسای کمیسیون
| ر                               | نام                   | آغاز تصدی          | پایان تصدی         | گرایش سیاسی        | حزب                | دورهٔ مجلس          |
| کمیسیون امور خارجه              | کمیسیون امور خارجه    | کمیسیون امور خارجه | کمیسیون امور خارجه | کمیسیون امور خارجه | کمیسیون امور خارجه | کمیسیون امور خارجه |
| ------------------------------- | --------------------- | ------------------ | ------------------ | ------------------ | ------------------ | ------------------ |
| ۱                               | محمدرضا باباصفری      | ۱۳۵۹               | ۱۳۶۰               | —                  | مسلمانان مبارز     | دوره نخست          |
| ۲                               | سید محمد خاتمی        | ۱۳۶۰               | ۱۳۶۱               | —                  | جمهوری اسلامی      | دوره نخست          |
| ۳                               | محمدعلی هادی نجف‌آبادی | ۱۳۶۱               | ۱۳۶۳               | —                  | جمهوری اسلامی      | دوره نخست          |
| ۴                               | احمد عزیزی            | ۱۳۶۳               | ۱۳۶۶               | —                  | —                  | دوره دوم           |
| ۵                               | محمود مروی سماورچی    | ۱۳۶۶               | ۱۳۶۷               | —                  | جمهوری اسلامی      | دوره دوم           |
| ۶                               | صادق خلخالی           | ۱۳۶۷               | ۱۳۶۸               | جناح چپ            | روحانیون مبارز     | دوره سوم           |
| ۷                               | سعید رجائی خراسانی    | ۱۳۶۸               | ۱۳۷۱               | جناح راست          | —                  | دوره سوم           |
| کمیسیون سیاست خارجه             |                       |                    |                    |                    |                    |                    |
| ۸                               | حسن روحانی            | ۱۳۷۱               | ۱۳۷۹               | جناح راست          | روحانیت مبارز      | دوره چهارم         |
| ۸                               | حسن روحانی            | ۱۳۷۱               | ۱۳۷۹               | جناح راست          | روحانیت مبارز      | دوره پنجم          |
| کمیسیون امنیت ملی و سیاست خارجی |                       |                    |                    |                    |                    |                    |
| ۹                               | محسن میردامادی        | ۱۳۷۹               | ۱۳۸۳               | جناح اصلاح‌طلبان    | جبهه مشارکت        | دوره ششم           |
| ۱۰                              | علاءالدین بروجردی     | ۱۳۸۳               | ۱۳۹۷               | جناح اصول‌گرایان    | جبهه پیروان        | دوره هفتم          |
| ۱۰                              | علاءالدین بروجردی     | ۱۳۸۳               | ۱۳۹۷               | جناح اصول‌گرایان    | جبهه پیروان        | دوره هشتم          |
| ۱۰                              | علاءالدین بروجردی     | ۱۳۸۳               | ۱۳۹۷               | جناح اصول‌گرایان    | جبهه پیروان        | دوره نهم           |
| ۱۰                              | علاءالدین بروجردی     | ۱۳۸۳               | ۱۳۹۷               | جناح اصول‌گرایان    | جبهه پیروان        | دوره دهم           |
| ۱۱                              | حشمت‌الله فلاحت‌پیشه    | ۱۳۹۷               | ۱۳۹۸               | جناح اعتدال‌گرایان  | روزنامه‌نگاران      | دوره دهم           |
| ۱۲                              | مجتبی ذوالنوری        | ۱۳۹۸               | ۱۴۰۰               | جناح اصول‌گرایان    | جبهه پایداری       | دوره دهم           |
| ۱۲                              | مجتبی ذوالنوری        | ۱۳۹۸               | ۱۴۰۰               | جناح اصول‌گرایان    | جبهه پایداری       | دوره یازدهم        |
| ۱۳                              | وحید جلال‌زاده         | ۱۴۰۰               | ۱۴۰۳               | جناح اصول‌گرایان    | —                  | دوره یازدهم        |
| ۱۴                              | ابراهیم عزیزی         | ۱۴۰۳               | تاکنون             | جناح اصول‌گرایان    | —                  | دوره دوازدهم       |

## پی‌نوشت‌ها